# (128622) Rudiš
(128622) Rudiš, désignation internationale (128622) Rudis, est un astéroïde de la ceinture principale.

## Description
(128622) Rudis est un astéroïde de la ceinture principale. Il fut découvert le 4 septembre 2004 à l'Observatoire Kleť par le projet KLENOT. Il présente une orbite caractérisée par un demi-grand axe de 3,05 UA, une excentricité de 0,08 et une inclinaison de 0,5° par rapport à l'écliptique.

## Compléments